# Vivir para amar
Vivir para amar es una telenovela venezolana realizada por Tomates Fritos Producciones y transmitida por la cadena TVes en 2015. Está producida por Antonio Franco, dirigida por José Luis Limansky y José Gregorio Scala, con la producción general de Vladimir Salazar y creada por César Sierra.
Protagonizada por Vanessa Mendoza y Daniel Terán, coprotagonizada por Fedra López y Jorge Reyes, y con las participaciones antagónicas de Gigi Zanchetta, Adolfo Cubas , Luis Fernando Sosa y Reina Hinojosa
Se estrenó el 23 de septiembre de 2015, en el horario de las 9:00 p. m. Antes de su estreno se hizo una antesala de la telenovela en vivo. Esta telenovela finalizó sus transmisiones el 12 de abril de 2016.

## Elenco
- Fedra López como Yolanda Gámez.
- Jorge Reyes  como Julio Gavaldón.
- Vanessa Mendoza como Diana.
- Daniel Terán como Simón Gámez.
- Gigi Zanchetta como América Benavides.
- Damián Genovese como Rodrigo.
- Reina Hinojosa como María Teresa de Gavaldón.
- Luis Fernando Sosa como Gustavo Sulbarán.
- Carlos Guillermo Haydon como Franco "Hulk".
- Adolfo Cubas como Pedraza.
- Pablo Martín como Padre Ricardo.
- Félix Loreto como Tony.
- Dulce María Vallenilla como Valentina.
- Samuel Campos como Lucas.
- Virginia Urdaneta como Alcira.
- Erick Noriega como Milton.
- Roberto Grey como Charlie.
- Yanosky Muñoz como Luis Antonio.
- Jorge Melo como Jorge “Profesor de esgrima”.
- Priscilla Izquierdo como María Fernanda.
- Betty Ruth como Petrolina.

## Datos
- Esta es la primera telenovela grabada en el Centro Audiovisual TVES, es decir, desde los antiguos estudios del canal La Tele.

- El escritor César Sierra empezó la realización de esta telenovela inmediatamente después de terminar con Amor secreto (telenovela), transmitida por Venevisión.

- Es la primera telenovela 100% original de TVes con formato de Alta Definición.

## Distribución en Hispanoamérica
- Telepacífico
- Cadenatres
- Cadena Nou
- Color Visión
- Telerama
- Unicanal